# Alexus G. Grynkewich

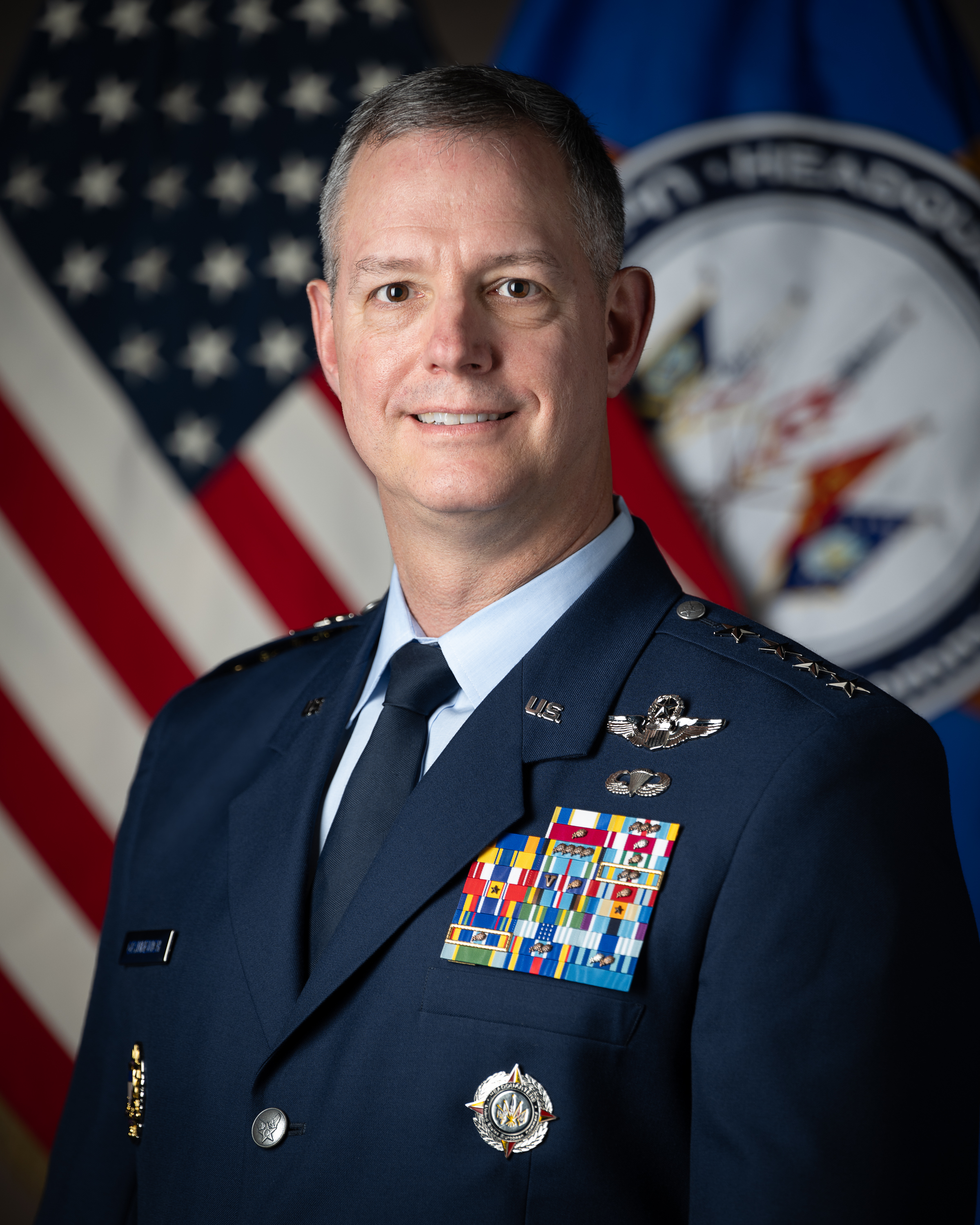
Alexus G. Grynkewich (2025)

Alexus Gregory Grynkewich (* 1971 oder 1972) ist ein US-amerikanischer General der United States Air Force und seit dem 1. Juli 2025 Kommandeur des United States European Command (USEUCOM) und damit in Personalunion auch als Supreme Allied Commander Europe (SACEUR).

## Leben
Alexus Grynkewich studierte bis 1993 Militärgeschichte an der United States Air Force Academy in Colorado Springs und schloss dieses Studium mit einem Bachelor of Science ab, bevor er von Juni 1993 bis August 1994 erneut am Air Force Institute of Technology an der University of Georgia in Athens studierte. Von September 1994 bis September 1995 schloss sich die Pilotenausbildung für Kampfflugzeuge auf der Vance Air Force Base in Oklahoma an und anschließend bis August 1996 die Schulung auf dem Flugzeugtyp General Dynamics F-16 auf der Luke Air Force Base in Arizona. Anschließend war Grynkewich als Pilot bei der 18th Fighter Squadron auf der Eielson Air Force Base in Alaska stationiert.
Es folgten weitere fliegerische Verwendungen von 1999 bis 2001 auf der Hill Air Force Base in Utah, von 2002 bis 2003 auf der Kunsan Air Base in Südkorea und von Februar 2003 bis August 2005 als Fluglehrer auf der F-16 und gleichzeitig als Testpilot für die Lockheed Martin F-22 auf der Nellis Air Force Base in Nevada. Er absolvierte 2003 einen Lehrgang für Stabsoffiziere am Air Command and Staff College auf der Maxwell-Gunter Air Force Base in Alabama im Fernstudium. Nach einem weiteren Studium an der Naval Postgraduate School in Monterey, Kalifornien, wurde er für ein Jahr in der Entwicklungsabteilung für den Fifth Generation Fighter im Hauptquartier des Air Combat Commands in Langley, Virginia, eingesetzt bevor er von Januar 2008 bis Juni 2009 als Kommandeur die 49th Operations Support Squadron auf der Holloman Air Force Base in New Mexico übernahm. Danach ging er von Juli 2009 bis Juni 2010 erneut als Student an die Joint Advanced Warfighting School in Norfolk im US-Bundesstaat Virginia.
Anschließend wurde Grynkewich nach Deutschland versetzt und war als Planer von Operationen und Übungen im Hauptquartier des United States European Command in Stuttgart-Vaihingen (Patch Barracks) stationiert. Es schlossen sich weitere Führungskommandos an, von Juni 2012 bis Mai 2013 als Vice Commander des 57th Wing auf der Nellis Air Force Base und von Mai 2013 bis Juni 2015 als Commander, 53rd Wing auf der Eglin Air Force Base in Florida, bevor ihn seine nächste Verwendung bis Juni 2016 in das Pentagon in Arlington führte, wo er die Strategic Planning Integration Division führte. Danach war er am gleichen Ort ein weiteres Jahr als Deputy Director of Operations eingesetzt und von Juni 2017 bis April 2019 als Deputy Director für Global Operations im Joint Staff, wo er auch zum Brigadier General ernannt wurde.
Von April 2019 bis Mai 2020 war er Deputy Commander of Operations für die Auslandseinsätze Operation Inherent Resolve im Irak und den Einsatz in der Levante. Im Dezember 2019 erfolgte während dieser Verwendung die Beförderung zum Major General. Im Juni 2020 wurde er Director of Operations im United States Central Command auf der MacDill Air Force Base in Florida und im Juli 2022 schließlich Kommandeur der 9th Air Force (Air Forces Central). Damit übernahm er das Kommando über alle Luftstreitkräfte im Verantwortungsbereich des United States Central Command und wurde während dieser Verwendung  zum Lieutenant General befördert. Im Mai 2024 wurde er Director for Operations beim Joint Chiefs of Staff im Pentagon.
Am 5. Juni 2025 wurde bekannt, dass Donald Trump Grynkewich zum Nachfolger von Christopher Cavoli als Kommandeur des United States European Command und Supreme Allied Commander Europe vorgeschlagen hat. Der Nordatlantikrat hat der Besetzung bereits zugestimmt, der Senat der Vereinigten Staaten stimmte der Personalie am 29. Juni 2025 zu. Am 1. Juli 2025 übernahm Grynkewich das Amt von Christopher G. Cavoli und wurde zum General ernannt.